# Phragmatobia caecilia
Phragmatobia caecilia är en fjärilsart som beskrevs av Lederer 1853. Phragmatobia caecilia ingår i släktet Phragmatobia och familjen björnspinnare. Inga underarter finns listade i Catalogue of Life.